# 진주 사곡리 수졸재
진주 사곡리 수졸재(晉州 士谷里 守拙齋)는 대한민국 경상남도 진주시 수곡면에 있는 정자이다.
2013년 1월 31일 경상남도 문화재자료 제567호로 지정되었다.

## 개요
1916년 초창된 수졸재는 3면에 누마루를 갖춘 정자 형식의 정사로서 전라도 지역에는 예가 많으나 경남지역에서는 비교적 드문 건축유형이다. 치목과 결구가 섬세하고 수장이 미려하여 근대기 전통건축의 특징이 강한 근대한옥이다.